# Open do Atlântico
O Open do Atlântico Vinho Verde (em inglês:  Vinho Verde Atlantic Open) foi um torneio de golfe no Circuito Europeu, criado em 1990 e disputado no Estela Golf Club, no Porto, em Portugal. Disputado apenas uma vez, em 1990, o torneio foi vencido pelo escocês Stephen McAllister com uma pontuação de 288 (E), derrotando os golfistas Richard Boxall, Stephen Hamill, Ronan Rafferty, Anders Sørensen e David Williams num playoff de seis maneiras, o maior playoff da história do Circuito Europeu. McAllister foi o único jogador capaz de fazer o "par" ao primeiro buraco do playoff depois que todos os seis haviam terminado empatados com 288 (birdie) após 72 buracos.

## Campeões
| Ano  | Campeão            | País    | Organizador  | Pontuação | Ao par | Margem de vitória    | Vice-campeões                                                               | Referências |
| ---- | ------------------ | ------- | ------------ | --------- | ------ | -------------------- | --------------------------------------------------------------------------- | ----------- |
| 1990 | Stephen McAllister | Escócia | Estela G. C. | 288       | E      | Playoff (1.º buraco) | Richard Boxall Stephen Hamill Ronan Rafferty Anders Sørensen David Williams | [ 5 ] [ 6 ] |